# Brother Jonathan

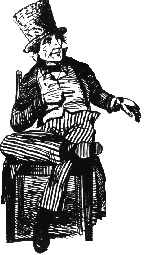
Brother Jonathan in un disegno di Thomas Nast.

Brother Jonathan ("fratello Jonathan") è considerato la personificazione della Nuova Inghilterra; è stata usata anche come emblema degli Stati Uniti in generale e può essere un'allegoria del capitalismo. L'epiteto "Brother Jonathan" era originariamente utilizzato per tutti gli Stati Uniti e non solo per la Nuova Inghilterra.

## Storia
Nelle vignette politiche e nei manifesti patriottici, Brother Jonathan veniva rappresentato spesso come un tipico rivoluzionario statunitense, con il tricorno e una lunga veste militare. Tra il 1776 e il 1783, Brother Jonathan era un nome un po' dispregiativo usato dai lealisti per definire i patrioti durante la guerra d'indipendenza.
Secondo l'etimologia popolare, il nome di Brother Jonathan sarebbe derivato da quello di Jonathan Trumbull (1710-1785), il governatore del Connecticut. Si dice che George Washington dicesse spesso: "Dobbiamo rivolgerci al fratello Jonathan" quando si trovava di fronte a una domanda difficile. Tuttavia, questa origine è stata confutata.
Il personaggio di Brother Jonathan venne rappresentato spesso nel periodo compreso tra il 1783 e il 1815. A poco a poco venne sostituito dalla personificazione femminile di Columbia, e soprattutto dallo Zio Sam, reso popolare durante la guerra del 1812, dapprima sui giornali tra il 1813 e il 1816, poi in un libro nel 1816.